# Wingate (Carolina del Nord)
Wingate è un comune degli Stati Uniti d'America, situato in Carolina del Nord, nella contea di Union.